# Bloopers
Pour les articles homonymes, voir Blooper.
 (avril 2025).
Bloopers est une émission télévisée montrant des bêtises survenues pendant le tournage de films et de feuilletons télévisés (le mot anglais blooper signifiant « bêtisier »).
- Producteur : Barry Adelman
- Présentation : Dean Cain[1]